# Bavo Galama
Bavo Galama (3 april 1958) is een Nederlandse regisseur, presentator en acteur.

## Levensloop
Galama werd bekend als cabaretier. Hij werkte samen met Titus Tiel Groenestege in het duo Frisse Jongens (1981-1989) waarmee hij in 1981 de jury- en publieksprijs won van het Camerettenfestival. Het duo won verscheidene prijzen waaronder de Eerste Nederlandse Cabaretprijs en de Zilveren Harp. Titels van programma's waren onder andere: Mannetjes op de Rand, Anton Huyg komt nooit meer thuis en Ons Lowietje heeft een engel gezien. Het duo werkte ook geruime tijd mee aan het VPRO-radioprogramma Pandemonium. Samen met Adelheid Roosen en Jack Spijkerman werkte het duo samen in VARA's Nachtshow. 
Vervolgens maakte Galama drie soloprogramma's (De vrije val van Victor Thieu, Iets met een Kist, De straat, de Straat) waarmee hij onder andere de "CJP Podiumprijs" won. 
Vanaf 1992 verwierf Galama bekendheid als lid van het panel van het KRO-consumentenprogramma Ook dat nog!. Hier leverde Galama jarenlang tevens teksten voor, ook nadat hij het panel al had verlaten. Na het overlijden van Sylvia Millecam stopte hij zijn bijdragen. 
Sindsdien werkte Galama mee aan tal van programma's, soms in gastrollen (o.a. Baantjer, Voetbalvrouwen) en daarnaast als adviseur, regisseur of bedenker. Verder speelde Galama in verschillende filmproducties, waaronder Floris en Vincent. Ook regisseerde hij een seizoen lang de TROS-comedyserie Verkeerd verbonden van Peter Römer met Bert Kuizenga en Elsje de Wijn in de hoofdrollen. Op RTL 7 presenteerde hij van 2004 tot 2010 het autoprogramma Gek op wielen en vanaf 2010 bij SBS6 het autoprogramma Nederland op wielen.
Samen met Jeroen van Merwijk maakte en speelde hij het theaterprogramma De Omgekeerde Wereld. Hij werkte ook met Van Merwijk in het tegendraadse radioprogramma Radio Magnolia voor de KRO. Met zijn broer en balletdanser Fabian maakte en speelde hij de voorstelling Gebroeders, waarvoor hij de teksten schreef, gebaseerd op het boek van Ted van Lieshout.
Galama is de auteur van vier kinder- en voorleesboeken, de Kleine Thomas-serie met als titels: Help, ik moet poepen!, Het regent in de badkuip, Mag ik vandaag mijn blootje aan en Nee, ik wil niet slapen!. Deze werden in 2001 uitgegeven door Kosmos-Z&K uitgeverij en er werden er in totaal 40.000 van verkocht. Daarnaast schreef Galama de jeugdserie Villa Neuzenrode voor Z@ppelin.
Vanaf 2003 regisseerde Galama de theatertournees van Guus Meeuwis en sinds 2010 regisseerde hij ook alle theatershows van Roel van Velzen. Deze laatste maakte samen met Leo Blokhuis onder regie van Bavo Galama een theatershow over de popgroep Queen getiteld; "A Night at the Theatre". Ook de theatervoorstellingen van singer-songwriter Leonie Meijer worden door Galama begeleid en geregisseerd, evenals de Oudejaars-Songference van The Originals. Verder regisseerde Galama ook de theatertournees en de grote jaarlijkse AFAS-voorstellingen van Freek Vonk. Voor 2022 regisseerde hij een voorstelling uit de Legendary-albums-serie over de Bee Gees en in 2022 een megashow over David Bowie in de AFAS, Martinihallen, Ahoy en Brabanthallen. Ook begeleidt hij als regisseur de Sallandse muziekheld Bökkers op zijn theatertournees. In 2022/23 was hij ook verantwoordelijk voor het script en de regie van een muziektheaterproductie over Meatloaf getiteld "Bat out of Hell".
Behalve als regisseur werkt Galama ook als communicatietrainer, waarbij hij zich heeft gespecialiseerd in non-verbale communicatie en waarheidsvinding. Daarnaast is Galama verbonden aan het autotijdschrift AutoReview waarvoor hij maandelijks een reportage maakt.
- International Standard Name Identifier: 0000 0003 6915 4721
- MusicBrainz: ae05d764-f1f4-4ad7-a924-07130d59f7ef
- Nederlandse Thesaurus van Auteursnamen: 227393619
- Virtual International Authority File: 288714758
- WorldCat: E39PBJwD73wyBjPpPcxqX4xbh3